# Strada europea E015
La strada europea E015 è una strada europea che collega Taskesken a Bachty. Come si evince dalla numerazione, si tratta di una strada di classe B posta a est della E101.

## Percorso
La E015 è definita con i seguenti capisaldi di itinerario: "Taskesken - Bachty".